# 佐野吉宗
佐野 吉宗（さの よしむね、1979年4月30日 - ）は、日本のバスケットボール選手である。旧姓、加藤（かとう）。ポジションはフォワード、センター。沼津学園高校、日本大学を経て2002年にトヨタ自動車アルバルクに入団。以後日立サンロッカーズ、レラカムイ北海道やクラブチームを経て2011年にはbjリーグの浜松・東三河フェニックスと契約した。その後は秋田ノーザンハピネッツ、ライジング福岡とbjリーグのチームでプレイし、2014-15シーズン終了後に引退した。

## 来歴
静岡県富士宮市出身。沼津学園高校で全国大会を経験し、日本大学に進学。2001年には北京ユニバーシアード代表に選出される。
卒業後の2002年、トヨタ自動車アルバルクに入団。同年には全日本代表に選ばれたが、怪我のため辞退した。
2006年、日立サンロッカーズへ移籍。2007年、JBLに新規参入となるレラカムイ北海道へ移籍。レラカムイ退団後は実業団のイカイレッドチンプス、クラブチームのEDGE・1に所属。
2010年12月に浜松・東三河フェニックスの練習生となり、翌2011年の1月に選手契約を締結。その後、フェニックスのヘッドコーチであった中村和雄が秋田ノーザンハピネッツへ移籍するにあたって佐野を秋田に勧誘し、結果、金銭トレードによって秋田に移籍した。2013-14シーズン終了後、佐野と秋田との契約は更新されず退団、佐野はライジング福岡と契約した。2014-15シーズン終了後、自身のフェイスブックにて引退を表明。引退後は故郷の静岡県でバスケットボール教室を運営している。